# Mellicta pseudorhaetica
Mellicta pseudorhaetica är en fjärilsart som beskrevs av Andreas Kiefer 1918. Mellicta pseudorhaetica ingår i släktet Mellicta och familjen praktfjärilar. Inga underarter finns listade i Catalogue of Life.